# AN／UYK-7電腦
AN／UYK-7電腦是美國海軍在1970年代起量產配備在水面艦艇與潛艦上的泛用型軍用電腦，採用32位元處理器，它在艦艇內的功能是作為海軍戰術資料系統的處理核心，獲得一系列電腦化戰情室設計的艦艇廣泛配備，此後包括美國盟邦，甚至是美國陸軍也跟隨美國海軍成為此一電腦的用戶，目前AN/UYK-7已停產，它在美軍中已經被更先進的AN/UYK-43電腦給替換，尚可運用的AN/UYK-7則拆卸翻修，提供仍在使用的艦艇與海外客戶運用。

## 簡介
海軍戰術資料系統(NTDS)在1960年問世時最初使用的處理器為CP-642電腦，代號AN/USQ-20，但體積與處理能力都不足以滿足在更小尺寸艦艇運用之需求。1968年，美國海軍造艦局決定向廠商委託研製32位元電腦。和CP-642相比，新電腦的指令庫增加為131種，大幅提高指令的內涵，同時新電腦支援多處理器硬體架構。
但是作為軍用電腦，為了避免在受創狀況下仍能繼續運轉，因此並沒有使用當時已經實用化的半导体存储器，而繼續使用技術較為成熟的磁芯記憶體。AN/UYK-7電腦機殼尺寸高1.04公尺、寬0.5公尺、深0.57公尺，為上一代CP-642B電腦的四分之一。
AN/UYK-7電腦由UNIVAC公司（現優利系統）研製，它引進了積體電路，具有18位元定址功能，可支援多處理器與I/O控制器架構。一般來說，UYK-7內會配備3顆處理器與2個I/O控制器。UYK-7使用的處理器為UNIVAC1108，為UNIVAC1100系列處理器的衍生型，機載版本代號為AN/AYK-10，硬體架構與UYK-7大致相同，處理器換用UNIVAC 1832處理器，主要配備在S-3維京式反潛機與P-3獵戶座海上巡邏機。
AN/UYK-7電腦的原型機在1969年4月移交海軍測試，在1970年決定採用，並在1970年下半年正式服役，電腦運行的程式語言則是美國海軍開發的CMS-2Y。服役後，美國海軍大量採用此電腦在各電腦化作戰系統上，到1983年AN/UYK-43電腦服役後，AN/UYK-7電腦逐漸停用，但直到21世紀仍然在使用中。

## 外部連結
- .   [June 15, 2008]. （原始内容存档于September 15, 2007）.
- Description
- 3-D model of UYK-7 （页面存档备份，存于）